# Liste der Baudenkmale in Lüneburg – Rackerstraße
In der Liste der Baudenkmale in Lüneburg – Rackerstraße sind Baudenkmale in der Rackerstraße in der niedersächsischen Stadt Lüneburg aufgelistet. Die Quelle der IDs und der Beschreibungen ist der Denkmalatlas Niedersachsen. Der Stand der Liste ist der 1. Januar 2022.

## Allgemein
In den Spalten befinden sich folgende Informationen:
- Lage: die Adresse des Baudenkmales und die geographischen Koordinaten. Kartenansicht, um Koordinaten zu setzen. In der Kartenansicht sind Baudenkmale ohne Koordinaten mit einem roten Marker dargestellt und können in der Karte gesetzt werden. Baudenkmale ohne Bild sind mit einem blauen Marker gekennzeichnet, Baudenkmale mit Bild mit einem grünen Marker.
- Bezeichnung: Bezeichnung des Baudenkmales
- Beschreibung: die Beschreibung des Baudenkmales. Unter § 3 Abs. 2 NDSchG werden Einzeldenkmale und unter § 3 Abs. 3 NDSchG Gruppen baulicher Anlagen und deren Bestandteile ausgewiesen.
- ID: die Objekt-ID des Baudenkmales
- Bild: ein Bild des Baudenkmales, ggf. zusätzlich mit einem Link zu weiteren Fotos des Baudenkmals im Medienarchiv Wikimedia Commons. Wenn man auf das Kamerasymbol klickt, können Fotos zu Baudenkmalen aus dieser Liste hochgeladen werden:

## Baudenkmale
An der südlichen Seite der Straße befand sich die „Faulen Au“. In einem Ratserlass aus dem Jahr 1450 wurde die Straßenreinigung geregelt: „in deer vulen ouwe by des rackersz hus“. Rackerei oder Bütteley waren die Abdecker, der Name Rackerstraße setzte sich im 18. Jh. durch.

| Lage                                         | Bezeichnung | Beschreibung | ID       | Bild |
| -------------------------------------------- | ----------- | ------------ | -------- | ---- |
| Rackerstraße 2 53° 14′ 47″ N, 10° 24′ 23″ O  | Hinterhaus  |              | 30671554 |      |
| Rackerstraße 3 53° 14′ 47″ N, 10° 24′ 23″ O  | Hinterhaus  |              | 30671590 |      |
| Rackerstraße 4 53° 14′ 47″ N, 10° 24′ 23″ O  | Hinterhaus  |              | 30671572 | BW   |
| Rackerstraße 5 53° 14′ 47″ N, 10° 24′ 23″ O  | Hinterhaus  |              | 30671609 | BW   |
| Rackerstraße 6 53° 14′ 47″ N, 10° 24′ 23″ O  | Wohnhaus    |              | 30672363 |      |
| Rackerstraße 7 53° 14′ 46″ N, 10° 24′ 23″ O  | Wohnhaus    |              | 30652828 |      |
| Rackerstraße 8 53° 14′ 46″ N, 10° 24′ 23″ O  | Wohnhaus    |              | 30672345 |      |
| Rackerstraße 9 53° 14′ 46″ N, 10° 24′ 23″ O  | Wohnhaus    |              | 30672327 |      |
| Rackerstraße 10 53° 14′ 46″ N, 10° 24′ 23″ O | Wohnhaus    |              | 30672309 |      |